# Selskabet for Trykkefrihedens rette Brug
Selskabet for Trykkefrihedens rette Brug, også kaldet Trykkefrihedsselskabet, blev stiftet i marts 1835 af liberale kræfter, der ville modvirke en skærpelse af censuren under enevælden. I 1848 blev selskabet opløst, og med Grundloven af 1849 blev der indført fuld trykkefrihed.
Selskabet havde også til formål at modarbejde trykkefrihedens misbrug og virke til folkeoplysning. Selskabet udgav Dansk Folkeblad og en række skrifter med folkeoplysende sigte. Det udskrev også en række prisopgaver. Medlemmer af selskabet modtog både Dansk Folkeblad og de forskellige skrifter, som selskabet udgav.
Trykkefrihedsselskabet af 2004 opfatter sig som inspireret af det historiske Trykkefrihedsselskab.

## Dansk Folkeblad
Dansk Folkeblad blev den første litterære tilkendegivelse af det 1835, af en kreds af liberalt sindede mænd, stiftede »Selskab for Trykkefrihedens rette Brug«. Hensigten med bladets stiftelse var "at virke for Pressens rette Brug ved Pressen selv", som H.C. Ørsted skrev i det første nummer i en artikel, der rigtignok var noget høj for "den mindre dannede Del af Borgerstanden, Dansk Folkeblad nærmest var bestemt for". I virkeligheden blev Dansk Folkeblad også snarere et led i den mere mådeholdne fraktion af det nationalliberale partis organisation; det holdtes og læstes af bourgeoisiet, universitetsprofessorer redigerede det og skrev i det. Navne som Ørsted, Tage Algreen-Ussing, J.F. Schouw, H.N. Clausen, C.F. Allen og D.G. Monrad viser tilstrækkelig, hvilken snæver kreds man i virkeligheden tog sigte på. Den egentlige politik blev ikke behandlet, i overensstemmelse med programmet, der kun bød på et ugeblad til almindelig oplysning. I de første årgange fandtes en del oversættelser fra fremmed litteratur, små originale skildringer af hjemlige forhold, men senere tog man mere sigte på øjeblikket, og skønt bladet aldrig førte et så voldsomt sprog som f.eks. Fædrelandet, i modsætning til hvis radikalisme det til dels var blevet stiftet, blev dog et nummer af den sidste årgang (1848), hvori en artikel om "Adel og Embedsbesættelser", beslaglagt.